# Словенска вас (Брежице)
Словенска вас (словен. Slovenska vas) је насељено место у општини Брежице, Посавска регија, Словенија.

## Историја
До територијалне реорганизације у Словенији била је у саставу старе општине Брежице.

## Становништво
У попису становништва из 2011. године, Словенска вас је имала 213 становника.
| Број становника према пописима | Број становника према пописима | Број становника према пописима |
| ------------------------------ | ------------------------------ | ------------------------------ |
| 1991                           | 2002                           | 2011                           |
| 169                            | 193                            | 213                            |

Напомена: До 1993. исказивано под именом Бреганско село. Године 2000. увећано за део насеља Обрежје.